# Sonny Silooy

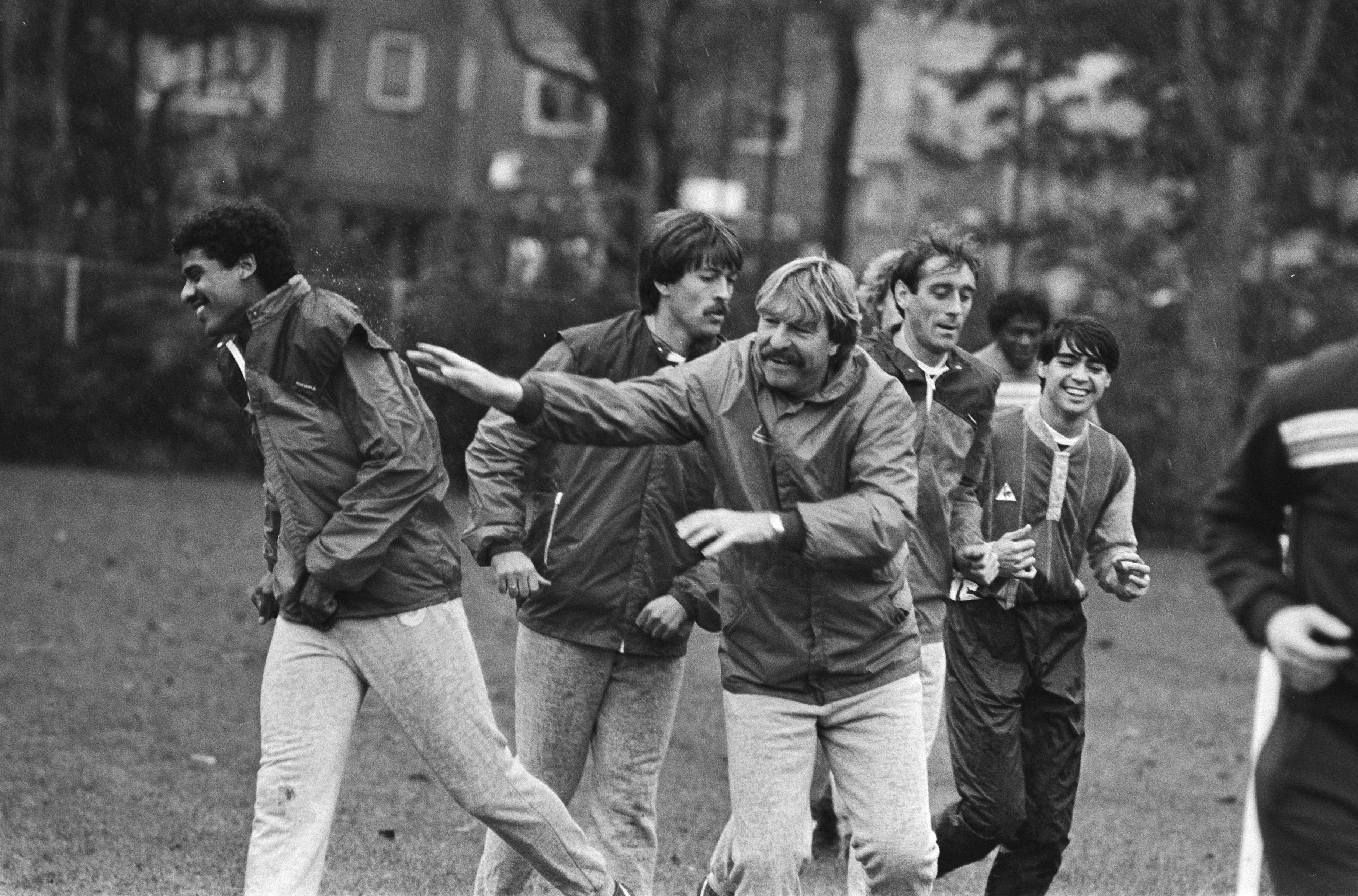
Hráči AFC Ajax v r. 1984. Sonny Silooy je zcela vpravo. Uprostřed je trenér Aad de Mos.

Jan Jacobus "Sonny" Silooy (* 31. srpna 1963, Rotterdam, Nizozemsko) je bývalý nizozemský fotbalový obránce a reprezentant. Velkou část své kariéry strávil v nizozemském klubu AFC Ajax, s nímž nasbíral celou řadů prvenství, stal se mj. vítězem Poháru vítězů pohárů 1986/87, Poháru UEFA 1991/92, Interkontinentálního poháru 1995 a Superpoháru UEFA 1995.
Mimo Nizozemsko působil na klubové úrovni ve Francii a Německu. Po skončení aktivní hráčské kariéry se stal trenérem.
Jeho synem je fotbalista Joël Silooy.

## Klubová kariéra
- AFC Ajax (1980–1987)
- Racing Paříž (1987–1989)
- AFC Ajax (1989–1996)
- Arminia Bielefeld (1996–1998)
- De Graafschap (1998–2000)

## Reprezentační kariéra
Zúčastnil se Mistrovství světa hráčů do 20 let 1983 v Mexiku, kde byli mladí Nizozemci vyřazeni ve čtvrtfinále svými vrstevníky z Argentiny (prohra 1:2).
V A-mužstvu Nizozemska debutoval 12. 10. 1983 v kvalifikačním utkání v Dublinu proti týmu Irska (výhra 3:2).
Celkem odehrál v letech 1983–1993 v nizozemském národním A-mužstvu 25 zápasů, gól nevstřelil. Na seniorské úrovni se nezúčastnil žádného kontinentálního ani světového šampionátu.